# Fiskerne i Kelantan
Fiskerne i Kelantan er en film instrueret af Peter Dalhoff-Nielsen.

## Handling
Autoriserede begreber som vækstrate og nationalprodukt bliver særdeles konkrete, når fiskerne i Bachok, Malaysia, diskuterer deres daglige problemer.